# Волощук Костянтин Микитович
Костянти́н Мики́тович Волощу́к (нар. 6 квітня 1916, Любашівка — пом. 24 квітня 1945, Берлін) — радянський військовик часів Другої світової війни, командир стрілецького батальйону 177-го гвардійського стрілецького полку 60-ї гвардійської стрілецької дивізії, гвардії капітан. Герой Радянського Союзу (1946).

## Біографія
Народився в 1916 році в містечку Любашівка на Одещині (тоді це ще була Херсонська губернія). Закінчив семирічну школу (нині — ЗОШ-ліцей) в 1933 році, школу ФЗН в 1937 році.
В Червону армію призваний 1937 року. Учасник Другої Світової війни з 1941 р. Брав участь в боях на Південно-Західному, Другому Українському, Першому Білоруському фронтах. Під час Берлінської наступальної операції командував батальйоном 177 гвардійського стрілецького полку 60 гвардійської стрілецької дивізії. 24 квітня 1945 року героїчно загинув при форсуванні ріки Шпреє (Берлін). Похований в Берліні.
Указом Президії Верховної Ради СРСР 15 травня 1946 року посмертно нагороджений званням Героя Радянського Союзу.

## Пам'ять
Ім'я героя раніше мала Любашівська середня школа № 1, яку він закінчував.